# 삼성 비트 DJ
삼성 비트 DJ(Samsung Beat DJ)는 삼성전자가 2009년에 출시한 휴대 전화이다.